# San José del Castillo
San José del Castillo es un pueblo perteneciente al municipio de El Salto en el estado de Jalisco en México. Es una de las ciudades más pobladas del estado de Jalisco. Forma parte de la zona metropolitana de Guadalajara.

## Demografía
De acuerdo con el censo de población del año 2020, en San José del Castillo hay un total de 39 246 habitantes, 19 912 mujeres y 19 334 hombres.

### Viviendas
En San José del Castillo hay alrededor de 16 047 viviendas particulares, de éstas 11 586 están habitadas, 11 575 disponen de energía eléctrica, 11 566 disponen de baño, y 11 572 disponen de drenaje.

## Geografía
La ciudad de San José del Castillo se ubica en las coordenadas 20°30'20"N 103°14'06"O a una altura media de 1529 m s. n. m..

## Distancias
(En Jalisco)
- Guadalajara, 25.2 km
- Zapopan, 32.7 km
- El Salto, 12 km
- Chapala, 37 km
- Ocotlán, 77.2 km
- Tepatitlán de Morelos, 88.6 km
- Puerto Vallarta, 354.1 km
- Lagos de Moreno, 179 km
- Ciudad Guzmán, 146 km

(En otros estados) 
- Colima, Colima, 210 km
- León, Guanajuato, 215 km
- Morelia, Michoacán, 284 km
- Zacatecas, Zacatecas, 330 km
- Ciudad de México, 527 km
- Monterrey, Nuevo León, 780 km
- Tijuana, Baja California, 2240 km